# Madagaskarzandhoen
Het Madagaskarzandhoen (Pterocles personatus) is een vogel uit de familie van de zandhoenders (Pteroclididae).

## Verspreiding
Deze soort is endemisch op Madagaskar.